# Língua aleúte
O aleúte ou aleuta (Unangam Tunuu) é um idioma da família esquimó-aleúte. É falado pelos aleútes (Unangax̂) que vivem nas ilhas Aleutas, ilhas Pribilof e ilhas Comandante. Em 1995 existiam apenas 305 falantes do aleúte.

## Dialetos
O aleúte está, juntamente com as línguas esquimós (iúpiques e inuíte), no grupo esquimó-aleúte. Os principais grupos dialetais são o aleúte oriental, o aleúte de Atka e o extinto dialeto de Attu. Todos os dialetos apresentam influências léxicas do russo, mas o aleúte de Copper Island em especial também adotou muitas terminações inflexionais russas, apresentando uma morfologia verbal caracteristicamente eslava.
Dentro do grupo oriental estão os dialetos de Unalaska, Belkofski, Akutan, das ilhas Pribilof, Kashega e Nikolski. O dialeto das ilhas Pribilof têm mais falantes vivos do que qualquer outro dialeto do aleúte. O grupo de Atka englopa os dialetos de Atka e da ilha de Bering. O aleúte de Attu, já extinto, foi um dialeto distinto que mostrava influência dos outros dois grupos. A região de Copper Island (ou Mednyy) foi colonizada pelos habitantes de Attu, e o aleúte de Copper Island é uma forma altamente crioulizada deste dialeto, misto com o russa. Ironicamente, hoje em dia o aleúte de Copper Island é falado apenas na ilha de Bering, para onde os habitantes de Copper Island foram evacuados em 1969.
Segue uma comparação dos numerais nos três principais dialetos (oriental, de Atka e de Attu):
| Português | Aleúte oriental | Aleúte de Atka | Aleúte de Attu |
| --------- | --------------- | -------------- | -------------- |
| um        | ataqan          | ataqan         | ataqan         |
| dois      | aalax           | alax           | ulax           |
| três      | qaankun         | qankus         | qankun         |
| quatro    | sichin          | sichin         | siching        |
| cinco     | chaang          | chaang         | chaang         |
| seis      | atuung          | atuung         | atuung         |
| sete      | uluung          | uluung         | uluung         |
| oito      | qamchiing       | qamchiing      | qavchiing      |
| nove      | sichiing        | sichiing       | sichiing       |
| dez       | hatix           | hatix          | hatix          |

## Fonologia

### Consoantes
Os fonemas consonantais dos diversos dialetos aleútes estão representados abaixo. A primeira linha de cada célula indica a representação do fonema no alfabeto fonético internacional (AFI); a segunda indica como o fonema é representado na ortografia aleúte. As formas ortográficas em itálico representam os fonemas emprestados do russo ou do inglês; as formas ortográficas em negrito representam fonemas aleútes nativos. Alguns fonemas são exclusivos de dialetos específicos do aleúte.
|             | Labial | Labial | Dental  | Dental | Alveolar  | Palatal | Palatal | Velar   | Velar  | Uvular | Uvular | Glotal |
| ----------- | ------ | ------ | ------- | ------ | --------- | ------- | ------- | ------- | ------ | ------ | ------ | ------ |
| Plosiva     | /p/ p  | /b/ b  | /t/ t   | /d/ d  | /t̺͡s̺/ tʳ*  | /tʃ/ ch |         | /k/ k   | /g/ g  | /q/ q  |        |        |
| Fricativa   | /f/ f  | /v/ v* | /θ/ hd† | /ð/ d  |           | /s/ s   | /z/ z‡  | /x/ x   | /ɣ/ g  | /χ/ x̂  | /ʁ/ ĝ  |        |
| Nasal       | /m̥/ hm | /m/ m  | /n̥/ hn  | /n/ n  |           |         |         | /ŋ̥/ hng | /ŋ/ ng |        |        |        |
| Lateral     |        |        | /ɬ/ hl  | /l/ l  |           |         |         |         |        |        |        |        |
| Aproximante | /ʍ/ hw | /w/ w  |         |        | /ɹ/,/ɾ/ r | /ç/ hy  | /j/ y   |         |        |        |        | /h/ h  |

* Só encontrado no aleúte de Attu (/v/ também é encontrado em palavras estrangeiras)
† Encontrado apenas no aleúte oriental
† Encontrado apenas no aleúte de Atka e em palavras estrangeiras
Obs.: o aleúte oriental moderno eliminou a maioria das distinções entre nasais, sibilantes e aproximantes.

### Vogais
O aleúte tem seis fonemas nativos para as vogais: as vogais curtas /i/, /a/, e /u/, e suas equivalentes longas /iː/, /aː/, e /uː/. Estas são representadas ortograficamente como i, a, u, ii, aa, e uu, respectivamente.
Antes ou depois de uma consoante uvular, o i se torna um /e/ retraído, o a ainda é pronunciado como /a/ mas é retraído e o u torna-se um /o/ retraído. Antes ou depois de uma consoante coronal, o a se torna /e/ ou /ɛ/ e o u se torna /y/ ou /ʉ/.

## Gramática

### Sinopse
A maioria das palavras aleútes pode classificada como substantivos ou verbos. Noções que são expressas no português através de adjetivos e advérbios são expressas geralmente através de verbos ou sufixos derivacionais.
Os substantivos recebem obrigatoriamente a designação de seu número gramatical (singular, dual ou plural) e de seus "casos" (absolutivo ou relativo; alguns pesquisadores, como Anna Berge, refutam tanto a caracterização  deste aspecto como sendo um "caso" e os nomes "absolutivo" e "relativo". Este enfoque sobre os substantivos aleútes viria da linguística esquimó, porém estes termos podem ser enganosos quando aplicados ao aleúte). A forma absolutiva é a forma padrão, enquanto a forma relativa comunica uma relação entre o substantivo e outro membro da oração, possivelmente alguma que tenha sido omitida.
Nas construções possessivas, o aleúte marca tanto o possuidor quando o possuído:
```
 
tayaĝu-x̂

 homem-
ABS

 '[o] homem'
```

```
 
ada-x̂

 pai-
ABS

 '[o] pai'
```

```
 
tayaĝu-m ada-a

 homem-
REL
 pai-
POSSM

 'o pai do homem'
```

O possuidor precede o possuído.
Os chamados "substantivos posicionais" são um conjunto fechado e especial de substantivos que podem estar nos casos locativo e/ou ablativo; nestes casos, comportam-se essencialmente como pósposições. Morfossintaticamente, as orações substantivas posicionais são quase idênticos a orações possessivas:
```
 
tayaĝu-m had-an

 homem-
REL
 direção-
LOC

 'em direção ao homem'
```

Os verbos são flexionados de acordo com o modo e, quando finitos, com a pessoa e o número. As terminações de pessoa e número concordam com o sujeito d overbo se todos os participantes nominais de uma oração forem evidentes; no geral, se um complemento (incluindo o complemento de um verbo, o objeto de um substantivo posicional ou o possuidor de um substantivo) for omitido, sua ausência será refletida por uma desinência anafórica no verbo; em tais situações, o sujeito normalmente estará no caso relativo. Compare:
| Piitra-x̂     | tayaĝu-x̂     | kidu-ku-x̂.         |
| Peter-SG.ABS | homem-SG.ABS | ajudar-PRESENT-3SG |

'Peter está ajudando o homem.'
| Piitra-m     | kidu-ku-u.          |  |
| Peter-SG.REL | ajudar-PRES-3SG.ANA |  |

'Peter o está ajudando.'
Quando mais de uma informação for omitida, o verbo concorda com o elemento cujo número gramatical for maior. Isto pode levar a ambiguidades:
```
 
kidu-ku-ngis

 ajudar-
PRES
-
PL.ANA

 'Ele/ela os ajudou.' / 'Eles o/a/os ajudaram.'
[
6
]
```

Tanto substantivos quanto verbos estão sujeitos a uma extensa morfologia derivacional. As palavras aleútes começam com um conteúdo morfêmico, chamado de 'raiz' ou 'base', seguido ou não por sufixos derivacionais ('pós-bases'). As terminações flexionais são obrigatórias; curiosamente, não existem terminações flexionais "zero" (nulas) para qualquer um dos tipos de palavras.
A ordem canônica do aleúte é Sujeito-Verbo-Objeto.

### Comparação com a gramática esquimó
Embora o aleúte tenha sido derivado da mesma língua-mãe que os idiomas esquimós, os dois grupos linguísticos evoluíram de maneiras distintas, o que resultou em diferenças tipológicas significativas. A morfologia flexional aleúte foi grandemente reduzida em relação ao sistema que deve ter existido no proto-esquimó-aleúte, e enquanto as línguas esquimós marcam o argumento verbal morfologicamente, o aleúte se baseia mais em uma ordem fixa de palavras.
Ao contrário dos idiomas esquimós, o aleúte não é ergativo-absolutivo. Os sujeitos e objetos em aleúte não são marcados diferentemente, de acordo com a predicação verbal (ou seja, se o verbo é transitivo ou intransitivo); como padrão, ambos recebem a terminação do chamado substantivo absolutivo. No entanto, se um complemento compreendido (que pode ser o complemento do verbo, ou algum outro elemento da oração) estiver ausente, o verbo leva uma desinência "anafórica" e o substantivo-sujeito leva a terminação dos substantivos "relativos".
Uma característica tipológica compartilhada tanto pelo aleúte quando pelos idiomas esquimós é a morfologia derivacional polissintética, o que pode gerar palavras extremamente compridas:
| Ting |  | adalu-usa-naaĝ-iiĝuta-masu-x̂ta-ku-x̂.                        |
| me   |  | mentira-para-tentar-novamente-talvez-PERFECTIVE-PRESENT-3SG |

'Talvez ele tenha tentado me enganar novamente.'